# Monguelfo-Tesido
Monguelfo-Tesido németül: Welsberg-Taisten település Olaszországban, Bolzano autonóm megyében, Dél-Tirolban, Welsberg (Monguelfo) és Taisten (Tesido) községek egyesítéséből. Lakosainak száma 2902 fő (2023. január 1.). Monguelfo-Tesido Rasen-Antholz, Valdaora, Valle di Casies, Braies és Villabassa községekkel határos.

## Népesség
A település népességének változása:
| Lakosok száma | 2892 | 2867 | 2902 |
|               | 2017 | 2018 | 2023 |